# Kloster Crespin

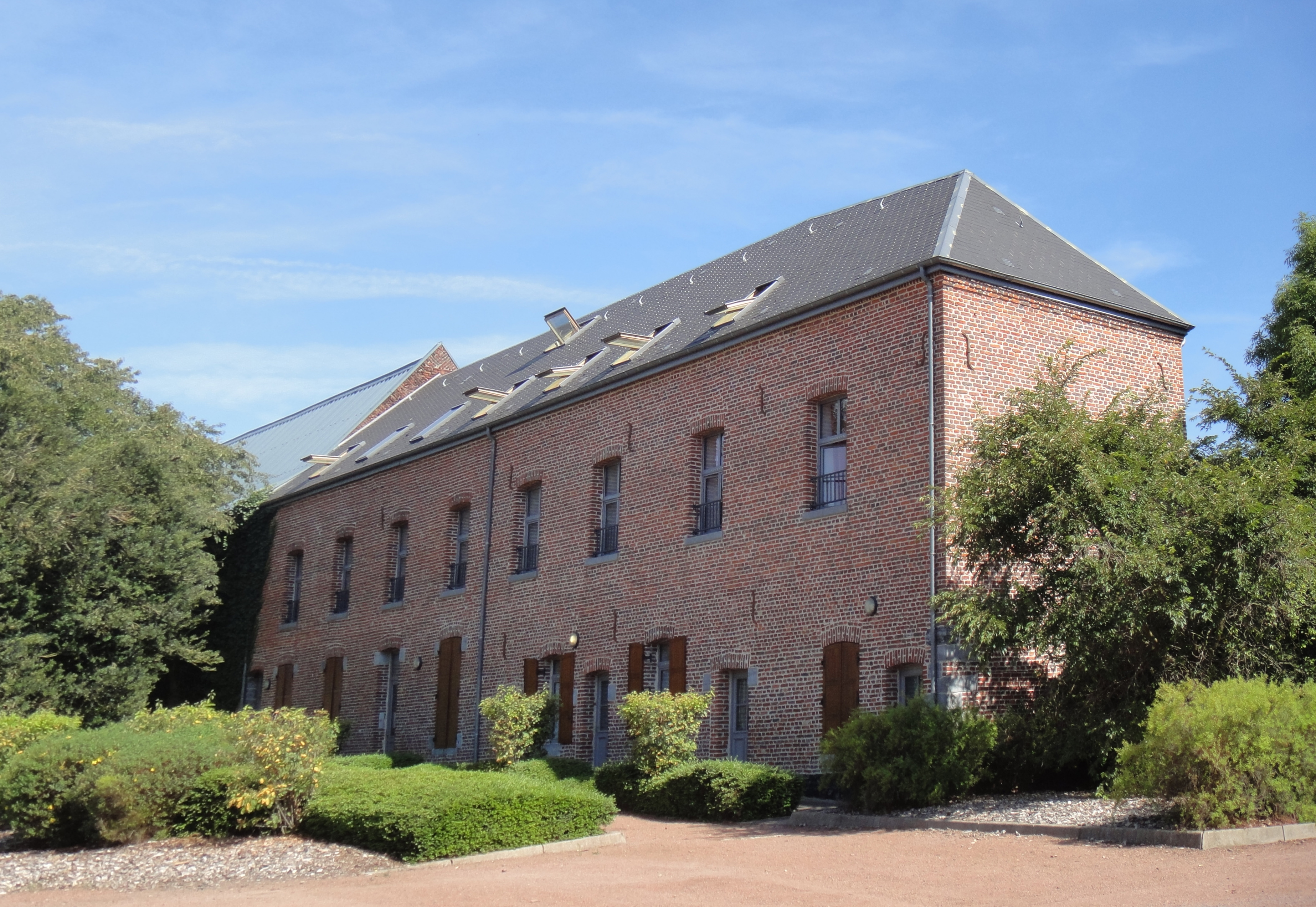
Ehemaliges Kloster

Das ehemalige Kloster Crespin in der nordfranzösischen Gemeinde Crespin im Département Nord wurde wahrscheinlich um das Jahr 670 von dem später heiliggesprochenen Landelin von Crespin († um 686) gegründet, der auch sein erster Abt war und dort starb.

## Gründung
Landelin, ein ehemaliger Straßenräuber von hochadliger Abstammung, der nach seiner Bekehrung im nördlichen Frankenreich missionierte, hatte zuvor bereits die Abteien in Lobbes (um 650), Aulne (656) und Wallers (Waslere) (657) gegründet. Laut Überlieferung zog er später mit zwei Schülern in den Wald im Hennegau zwischen Valenciennes und Mons und errichtete dort eine hölzerne Zelle am Ufer der Haine, die bei Condé-sur-l’Escaut in die Schelde mündet. Als der Besitzer des Waldes als Preis für das unerlaubte Absägen von Ästen ihnen ihre Kleider nehmen wollte, wurde er gelähmt; erst nach Herausgabe der Kleidung wurde er von Landelin wieder geheilt. Auch soll nach seinem Gebet an der Stelle, an der er seinen Stab auf die Erde stieß, eine starke Quelle hervorgetreten sein, deren kräuselnde Wellen (crispantibus undis) ihn dazu bewogen, den Ort „Crispinium“ (Crespin) zu nennen. Der Ruf der drei Eremiten und die Erzählungen von diesen Wundertaten lockten zunehmend neue Schüler herbei, so dass Landelin eine Kapelle bauen ließ, die zur Keimzelle des dem Apostel Petrus gewidmeten Benediktiner-Klosters wurde. Landelin wurde sein erster Abt. Er starb dort, wahrscheinlich im Jahre 686, und wurde in der Klosterkirche beigesetzt.

## Geschichte
Das Kloster blühte zunächst auf, denn es hatte den Ruf, dass dort wegen der Fürbitte Landelins viele Wunder geschähen, geriet dann aber im 9. Jahrhundert zunehmend in Gefahr, von Wikingern auf deren Raubzügen geplündert oder gar zerstört zu werden. Um dieser Gefahr zu begegnen, wurden Landelins Reliquien wohl im Jahre 836 nach Boke bei Paderborn überführt. Tatsächlich wurde die Abtei im Jahre 870 von den Wikingern zerstört. Nach ihrem baldigen Wiederaufbau wurde sie aber zunächst nicht wieder zum Kloster geweiht, sondern von Weltpriestern besetzt. Erst im Jahre 1080 wurde sie wieder den Benediktinern übergeben. Von 1080 bis 1802, als das Kloster in der napoleonischen Zeit aufgelöst wurde, amtierten insgesamt 48 Äbte in Crespin. Nach der Auflösung wurde der Klosterbesitz verkauft bzw. geplündert.

## Heutiger Zustand
Von der wohl um 673 erbauten Abteikirche sind heute nur noch Reste geblieben. Von der übrigen Klosteranlage sind nur noch das ehemalige Haus des Abtes, in dem heute Mietwohnungen sind, und einige Nebengebäude erhalten.